# Teologia negativa
Teologia negativa ou teologia apofática é o contrário da teologia propositiva ou teologia afirmativa. Se por um lado a teologia afirmativa faz proposições e descrições acerca de Deus e seus atributos, a teologia negativa segue o caminho oposto: ela percebe que toda a descrição que a inteligência humana consegue elaborar sobre Deus está muito aquém daquilo que Deus é. A teologia negativa percebe que todo esforço da racionalidade em definir Deus e seus atributos acaba limitando Deus, porque este, ultrapassa todo e qualquer esforço racional.

## Descrição apofática de Deus
Em teologia negativa, é aceito que o Divino é inefável, baseando-se na ideia de que os seres humanos não podem descrever em palavras a essência do indivíduo, nem podem definir o Divino, na sua imensa complexidade, relacionadas com todo o domínio da realidade e, portanto, todas as descrições tentadas, em última instância, serão falsas e as conceituações devem ser evitadas, com efeito, que, por definição, escapa definição:
- Nem a existência ou inexistência como nós a entendemos na esfera física, aplica-se a Deus, isto é, o Divino é abstracta para o indivíduo, para além das já existentes ou não existentes, e não só no que diz respeito à conceituação toda (não se pode dizer que Deus existe, no sentido comum do termo, nem se pode dizer que Deus é inexistente).

- Deus é divinamente simples (não se deveria reivindicar que Deus é um, ou três, ou qualquer tipo de ser.)

- Deus não é ignorante (não se deve dizer que Deus é sábio uma vez que esta palavra implica ensoberbecimento sabemos o que "sabedoria" significa, em uma escala divina, que nós só sabemos o que significa sabedoria, crê-se que, em um contexto cultural confinados).

- Do mesmo modo, Deus não é o mal (para dizer o que Deus é pode se descrever pela palavra 'bom' limites ao que Deus significa para os seres humanos individualmente e em massa).

- Deus não é uma criação (mas para além disso, não podemos definir como Deus existe ou opera em relação a toda a humanidade).

- Deus não é definível conceitualmente em termos de espaço e localização.

- Deus não é conceitualmente confinável no tempo.

Mesmo que a via negativa essencialmente rejeite a compreensão teológica como um caminho para Deus, alguns têm tentado fazer isso como um exercício intelectual, descrevendo só Deus, em termos daquilo que Deus não é. Um dos problemas observados com esta abordagem, é que parece não haver base fixa para decidir sobre o que Deus não é, a menos que o Divino seja entendido como um resumo da experiência plena e única para a consciência de cada indivíduo, e universalmente, a perfeita bondade aplicável ao todo domínio da realidade.